# Държавна самолетна фабрика (Ловеч)
 Тази статия е за фабриката в Ловеч.  За едноименната фабрика в Казанлък вижте Капрони Български.  
Държавната самолетна фабрика (съкратено ДСФ) в Ловеч е изградена по замисъла на Въздушните войски от 1938 г. за създаване на модерна фабрика за производство на самолети.
В края на 1941 г. в изградените основни постройки с царски указ се слага началото на дейността на ДСФ. Разработката и строителството на самолети продължава до 1954 г., когато самолетостроенето в България се закрива, а фабриката в Ловеч, с ново име и с нова производствена номенклатура, продължава да работи в областта на машиностроенето.

## История
През 1938 г. отпада 20-годишното ограничение, наложено от Ньойския договор, и българската войска получава правото да притежава бойни самолети. Командването на въздушните войски решава да създаде модерна самолетна фабрика, в която да се съсредоточи българското самолетостроене на едно място, като създаде център извън столицата, разработващ и произвеждащ летателни апарати, по качество и количество съответстващи на най-добрите европейски образци. Специална комисия избира терен за фабриката.
Новината за построяването на завод не е посрещната с въодушевление в Ловеч поради това, че ще трябва да бъдат изкупени земеделски земи за построяването на завода. Идеята от 1938 г. се предлага от Въздушните войски за решение от местния общински съвет. След горещи дебати кметът инж. Петър Иванчев излага пред присъстващите причините да се намери положително решение и да се предоставят общинска мера и частни имоти. С последователност и упоритост кметът убеждава гражданите, че такъв завод ще създаде работни места, ще издигне стопанското и интелектуалното ниво на града. Протокол от това заседание още се съхранява в общината. Самолетните демонстрации, проведени на 5 юли 1939 г., са посрещнати топло от ловчанлии и всички окончателно дават „зелена карта“ за строителството.
Сградите се строят по проекти на полски инженери, строили подобни съоръжения в Полша на самолетостроителната компания PZL. Новият завод за производство на самолети е наречен Държавна самолетна фабрика.
Започва бързо преместване на екипировката, машините и съоръженията от Държавната аеропланна работилница, Божурище. Пристигат първите инженери, техници и работници специалисти – общо около 50 души. Началник на фабриката е майор Миню Минев до април 1942 г. на подчинение на Въздушните войски, а след това – полковник Иларион Тихчев. Главен инженер е Димитър Атанасов, началник на конструктивното отделение – инж. Константин Бошнаков, конструктори – Борис Бончев, Антон Даскалов, Петър Христанов, Димитър Манолов, Владимир Влахов. Назначени са началниците на производственото отделение, лабораторията и др. Поручик Иван Тодоров Илчев е началник на военната контрола. Така персоналът на фабриката достига до 300 души.
В средата на 1942 г. инж. Атанасов преминава в техническия отдел на Въздушните войски и за главен инженер е назначен инж. Цветан Лазаров, който заема и длъжността главен конструктор. Инж. Бошнаков става негов заместник и това съществено ограничава изявите му на конструктор.
Откритото техническо училище към фабриката през 1942 г. с 3-годишен курс на обучение създава кадрите, необходими са развитието на фабриката и разгръщане на отговорно самолетостроително производство.
На 20 октомври 1944 г. за помощник-командир на тази военна структура е назначен Ачко Ангелов. На 21 октомври полк. Тихчев е арестуван и за началник е назначен аероинженер майор Петко Попганчев от школата в Долна Митрополия. Инж. Попганчев е начело на фабриката до края на май 1949 г., когато преминава на работа във Военновъздушните сили.
Скоро след края на Втората световна война Държавната самолетна фабрика (Завод 14 от 1949 г.) в Ловеч остава единственото предприятие в страната, което произвежда военни самолети, тъй като авиационната фабрика „Капрони Български“ в Казанлък по държавно разпореждане преустановява самолетното производство през 1947 г.
В началото на 1949 г. фабриката прераства в завод и с цел засекретяване на производството получава името Завод 14. За директор е назначен техникът Ганчо Лазаров, при чието ръководство през 1954 г. производството на самолети се преустановява.
Правителственото решение през 1954 г. за окончателно закриване на самолетостроенето в България, въпреки създадените условия за успешно промишлено производство, натрупания опит и наличието на обучени кадри, поставя в безизходна ситуация много от младите специалисти, инженери, техници и работници в Завод 14, посветили живота си на авиацията.
След закриването на самолетостроенето неколкократно се сменя производствената номенклатура и името на предприятието: Велосипеден и мотоциклетен завод, Завод за леки автомобили „Балкан“, Обединено стопанско предприятие „Балкан“, Обединени заводи „Балкан“, Машиностроителен комбинат „Балкан“.

## Продукция

### Самолети
В Държавната самолетна фабрика са произвеждани следните типове самолети.
- „ДАР-9 Синигер“ е произведен през пролетта на 1943 г. В 3 последователни серии са построени 40 броя самолети.
- „Авиа-135“, чехословашки изтребител – доставен на части. Монтирани са, изпитани и предадени 12 броя на Въздушните на Н.В. войски.
- „ДАР-10“ е замислен като дивизионен разузнавач. Неговата разработка е започнала в ДАР, но прототипът е изграден в ДСФ. Това е високоскоростен моноплан, маневрен, със сигурно управление, бързо набиращ височина. Инж. Петко Попганчев, който изпитва машината, свидетелства, че този самолет е по-бърз от „Авиа-534“. Прототипът е унищожен при катастрофа в мъгла през 1942 г.
- „ДАР-10Ф“ е разработка на инж. Ц. Лазаров. С двигател „Фиат“ самолетът има скорост 460 km/h и притежава качествата на много добър многоцелеви самолет – за разузнаване, за щурмови действия, за бомбардиране (хоризонтално и с пикиране), за въздушен бой. Самолетът е изпитан от инж. Попганчев през март 1945 г. Въпреки върховото конструкторско постижение, този самолет не влиза в серийно производство. След войната ВВС се готвят за превъоръжаване на армията с нов тип самолети, произведени в СССР и с реактивни двигатели.
- „Лаз-7“ и „Лаз-7М“. Самолетът е конструиран от инж. Лазаров и колектива му от конструктори по повод участие в конкурс за учебни самолети с двигател до 160 hp. Двуместен моноплан долноплощник, предназначен основно за първоначално обучение и квалификация на щурмани и военни пилоти. Това е изключително успешен учебен и учебно-боен самолет и е най-масово произвежданият летателен апарат в България. В серии са произведени общо 160 броя „Лаз-7“ и 150 броя „Лаз-7М“. Независимо от търсенето на международния пазар на този тип самолет, производството е прекратено през 1954 г. със закриване на самолетното производство.
- „Лаз-8“ е четириместно въздушно такси. Представлява моноплан долноплощник и е изработен само прототип в чест и като подарък от самолетостроителите на провеждания конгрес на Българската комунистическа партия през 1948 г.

### Нови продукти
В завода след закриването на самолетостроенето (1954) и преустройството му са произвеждани леки автомобили, мотоциклети, велосипеди, мотокари и пр., проектирани са микробуси, лекотоварни автомобили, фургон.